# Ronda 6 de GP2 Series de 2011
A Sexta Rodada da Temporada da GP2 Series de 2011 aconteceu em Nürburgring, na cidade germânica de Nürburg. Aconteceu entre 22 e 24 de julho. A Primeira Corrida foi vencida pelo italiano Luca Filippi e a segunda pelo francês Romain Grosjean.

## Classificatória
| Pos | No. | Piloto              | Time                    | Tempo    | Grid |
| --- | --- | ------------------- | ----------------------- | -------- | ---- |
| 1   | 3   | Charles Pic         | Barwa Addax Team        | 1:40.317 | 1    |
| 2   | 19  | Luca Filippi        | Scuderia Coloni         | 1:40.393 | 2    |
| 3   | 11  | Romain Grosjean     | DAMS                    | 1:40.431 | 3    |
| 4   | 5   | Jules Bianchi       | Lotus ART               | 1:40.755 | 4    |
| 5   | 4   | Giedo van der Garde | Barwa Addax Team        | 1:40.781 | 5    |
| 6   | 1   | Fabio Leimer        | Rapax                   | 1:40.794 | 6    |
| 7   | 25  | Álvaro Parente      | Carlin                  | 1:40.803 | 7    |
| 8   | 6   | Esteban Gutiérrez   | Lotus ART               | 1:40.817 | 8    |
| 9   | 10  | Marcus Ericsson     | iSport International    | 1:40.859 | 9    |
| 10  | 26  | Luiz Razia          | Caterham Team AirAsia   | 1:40.968 | 10   |
| 11  | 9   | Sam Bird            | iSport International    | 1:40.970 | 11   |
| 12  | 7   | Dani Clos           | Racing Engineering      | 1:40.998 | 12   |
| 13  | 18  | Michael Herck       | Scuderia Coloni         | 1:41.059 | 161  |
| 14  | 8   | Christian Vietoris  | Racing Engineering      | 1:41.101 | 13   |
| 15  | 17  | Adam Carroll        | Super Nova Racing       | 1:41.141 | 14   |
| 16  | 21  | Stefano Coletti     | Trident Racing          | 1.41.166 | 15   |
| 17  | 22  | Kevin Mirocha       | Ocean Racing Technology | 1:41.268 | 17   |
| 18  | 27  | Davide Valsecchi    | Caterham Team AirAsia   | 1:41.354 | 18   |
| 19  | 14  | Josef Král          | Arden International     | 1:41.356 | 19   |
| 20  | 20  | Rodolfo González    | Trident Racing          | 1:41.489 | 20   |
| 21  | 23  | Johnny Cecotto, Jr. | Ocean Racing Technology | 1:41.489 | 21   |
| 22  | 15  | Jolyon Palmer       | Arden International     | 1:41.594 | 22   |
| 23  | 12  | Pål Varhaug         | DAMS                    | 1:41.633 | 23   |
| 24  | 2   | Julián Leal         | Rapax                   | 1:41.894 | 24   |
| 25  | 16  | Fairuz Fauzy        | Super Nova Racing       | 1:41.966 | 25   |
| 26  | 24  | Max Chilton         | Carlin                  | 1:42.783 | 26   |

## Primeira Corrida
| Pos                                                                   | No. | Piloto              | Time                    | Voltas | Tempo           | Grid | Pontos |
| --------------------------------------------------------------------- | --- | ------------------- | ----------------------- | ------ | --------------- | ---- | ------ |
| 1                                                                     | 19  | Luca Filippi        | Scuderia Coloni         | 34     | 1:01:06.975     | 2    | 10+1   |
| 2                                                                     | 3   | Charles Pic         | Barwa Addax Team        | 34     | +5.558          | 1    | 8+2    |
| 3                                                                     | 11  | Romain Grosjean     | DAMS                    | 34     | +6.877          | 3    | 6      |
| 4                                                                     | 5   | Jules Bianchi       | Lotus ART               | 34     | +33.491         | 4    | 5      |
| 5                                                                     | 10  | Marcus Ericsson     | iSport International    | 34     | +37.716         | 9    | 4      |
| 6                                                                     | 4   | Giedo van der Garde | Barwa Addax Team        | 34     | +41.146         | 5    | 3      |
| 7                                                                     | 7   | Dani Clos           | Racing Engineering      | 34     | +45.977         | 12   | 2      |
| 8                                                                     | 9   | Sam Bird            | iSport International    | 34     | +46.461         | 11   | 1      |
| 9                                                                     | 20  | Rodolfo González    | Trident Racing          | 34     | +48.452         | 20   |        |
| 10                                                                    | 23  | Johnny Cecotto, Jr. | Ocean Racing Technology | 34     | +1:12.166       | 21   |        |
| 11                                                                    | 18  | Michael Herck       | Scuderia Coloni         | 34     | +1:12.581       | 16   |        |
| 12                                                                    | 6   | Esteban Gutiérrez   | Lotus ART               | 34     | +1:13.285       | 8    |        |
| 13                                                                    | 27  | Davide Valsecchi    | Caterham Team AirAsia   | 34     | +1:13.447       | 18   |        |
| 14                                                                    | 2   | Julián Leal         | Rapax                   | 34     | +1:20.824       | 24   |        |
| 15                                                                    | 17  | Adam Carroll        | Super Nova Racing       | 34     | +1:23.404       | 14   |        |
| 16                                                                    | 16  | Fairuz Fauzy        | Super Nova Racing       | 34     | +1:25.492       | 25   |        |
| 17                                                                    | 24  | Max Chilton         | Carlin                  | 34     | +1:26.566       | 26   |        |
| 18                                                                    | 14  | Josef Král          | Arden International     | 34     | +1:31.615       | 19   |        |
| 19                                                                    | 15  | Jolyon Palmer       | Arden International     | 33     | +1 volta        | 22   |        |
| 20                                                                    | 25  | Álvaro Parente      | Carlin                  | 32     | Se Retirou      | 7    |        |
| DSQ                                                                   | 1   | Fabio Leimer        | Rapax                   | 34     | Desclassificado | 6    |        |
| Ret                                                                   | 26  | Luiz Razia          | Caterham Team AirAsia   | 29     | Se Retirou      | 10   |        |
| Ret                                                                   | 21  | Stefano Coletti     | Trident Racing          | 28     | Se Retirou      | 15   |        |
| Ret                                                                   | 8   | Christian Vietoris  | Racing Engineering      | 1      | Colisão         | 13   |        |
| Ret                                                                   | 22  | Kevin Mirocha       | Ocean Racing Technology | 0      | Colisão         | 17   |        |
| Ret                                                                   | 12  | Pål Varhaug         | DAMS                    | 0      | Colisão         | 23   |        |
| volta mais rápida: Luca Filippi (Scuderia Coloni) 1:42.696 (volta 23) |     |                     |                         |        |                 |      |        |

## Segunda Corrida
| Pos                                                                            | No. | Piloto              | Time                    | Voltas | Tempo           | Grid | Pontos |
| ------------------------------------------------------------------------------ | --- | ------------------- | ----------------------- | ------ | --------------- | ---- | ------ |
| 1                                                                              | 11  | Romain Grosjean     | DAMS                    | 23     | 45:09.296       | 6    | 6      |
| 2                                                                              | 5   | Jules Bianchi       | Lotus ART               | 23     | +1.569          | 5    | 5      |
| 3                                                                              | 19  | Luca Filippi        | Scuderia Coloni         | 23     | +7.768          | 8    | 4      |
| 4                                                                              | 8   | Christian Vietoris  | Racing Engineering      | 23     | +14.388         | 23   | 3+1    |
| 5                                                                              | 17  | Adam Carroll        | Super Nova Racing       | 23     | +24.962         | 15   | 2      |
| 6                                                                              | 24  | Max Chilton         | Carlin                  | 23     | +42.102         | 17   | 1      |
| 7                                                                              | 9   | Sam Bird            | iSport International    | 23     | +42.428         | 1    |        |
| 8                                                                              | 1   | Fabio Leimer        | Rapax                   | 23     | +45.561         | 263  |        |
| 9                                                                              | 2   | Julián Leal         | Rapax                   | 23     | +59.610         | 14   |        |
| 10                                                                             | 18  | Michael Herck       | Scuderia Coloni         | 23     | +1:04.044       | 11   |        |
| 11                                                                             | 14  | Josef Král          | Arden International     | 23     | +1:05.990       | 18   |        |
| 12                                                                             | 16  | Fairuz Fauzy        | Super Nova Racing       | 23     | +1:06.370       | 16   |        |
| 13                                                                             | 22  | Kevin Mirocha       | Ocean Racing Technology | 23     | +1:07.101       | 24   |        |
| 14                                                                             | 26  | Luiz Razia          | Caterham Team AirAsia   | 23     | +1:07.957       | 21   |        |
| 15                                                                             | 20  | Rodolfo González    | Trident Racing          | 23     | +1:15.328       | 9    |        |
| 16                                                                             | 10  | Marcus Ericsson     | iSport International    | 22     | Spun off        | 4    |        |
| 17                                                                             | 12  | Pål Varhaug         | DAMS                    | 22     | +1 volta        | 254  |        |
| DSQ                                                                            | 3   | Charles Pic         | Barwa Addax Team        | 20     | Desclassificado | 7    |        |
| Ret                                                                            | 27  | Davide Valsecchi    | Caterham Team AirAsia   | 17     | Colisão         | 13   |        |
| Ret                                                                            | 15  | Jolyon Palmer       | Arden International     | 17     | Colisão         | 19   |        |
| Ret                                                                            | 6   | Esteban Gutiérrez   | Lotus ART               | 15     | Rodou           | 12   |        |
| Ret                                                                            | 25  | Álvaro Parente      | Carlin                  | 10     | Spun off        | 20   |        |
| Ret                                                                            | 23  | Johnny Cecotto, Jr. | Ocean Racing Technology | 6      | Colisão         | 10   |        |
| Ret                                                                            | 21  | Stefano Coletti     | Trident Racing          | 6      | Spun off        | 22   |        |
| Ret                                                                            | 4   | Giedo van der Garde | Barwa Addax Team        | 1      | Colisão         | 3    |        |
| Ret                                                                            | 7   | Dani Clos           | Racing Engineering      | 0      | Colisão         | 2    |        |
| volta mais rapida: Christian Vietoris (Racing Engineering) 1:46.494 (volta 23) |     |                     |                         |        |                 |      |        |

## Classificação após a rodada
| Pos | Piloto              | Pontos |
| --- | ------------------- | ------ |
| 1   | Romain Grosjean     | 59     |
| 2   | Giedo van der Garde | 41     |
| 3   | Charles Pic         | 34     |
| 4   | Sam Bird            | 33     |
| 5   | Jules Bianchi       | 32     |

| Pos | Time                 | Pontos |
| --- | -------------------- | ------ |
| 1   | Barwa Addax Team     | 75     |
| 2   | DAMS                 | 59     |
| 3   | iSport International | 54     |
| 4   | Racing Engineering   | 46     |
| 5   | Team AirAsia         | 41     |